# HMS Wallflower (K44)
«Волфлавер» (англ. HMS Wallflower (K44) — військовий корабель, корвет типу «Флавер» Королівського військово-морського флоту Великої Британії за часів Другої світової війни.
Корвет «Волфлавер» був закладений 23 липня 1940 року на верфі компанії Smith's Dock Company у Саут-Бенк. 14 листопада 1940 року він був спущений на воду, а 7 березня 1941 року увійшов до складу Королівських ВМС Великої Британії.

## Історія служби
18 травня 1941 року корвет «Волфлавер» разом з есмінцями «Рамсі», «Ріплі», «Волкер», «Вотчмен», шлюпом «Енчантресс», корветами «Блюбел», «Кендітюфт», «Ханісакл», «Гортензія», «Тюліп» і тральщиком «Саламандер» увійшов до складу ескортної групи конвою HX 125, що прямував з Галіфаксу до Британії.
У січні 1942 року корабель увійшов до складу 1-ї ескортної групи, до складу якої входили есмінці «Кеппель», «Сент-Олбанс», «Шікарі» та корвети «Енчуза», «Далія» і «Медоусвіт».
25 серпня 1943 року «Волфлавер» у взаємодії з британським есмінцем «Вондерер» потопив глибинними бомбами німецький підводний човен U-523 західніше Віго.